# آنا ام. سارگسیان
آنا ام. سارگسیان (ارمنی: Աննա Մ. Սարգսյան؛ زادهٔ ۱۰ آوریل ۲۰۰۱ در ایروان) شطرنج‌باز زن اهل ارمنستان است.
| به‌دلیل برخی مشکلات فنی، نمودارها موقتاً قابل مشاهده نیستند. اطلاعات بیشتر پیرامون این مشکل در فابریکاتور و وبگاه مدیاویکی در دسترس است. | |
| | به‌دلیل برخی مشکلات فنی، نمودارها موقتاً قابل مشاهده نیستند. اطلاعات بیشتر پیرامون این مشکل در فابریکاتور و وبگاه مدیاویکی در دسترس است. |